# Koshitsū
Le Koshitsū (古史通) est un ouvrage en quatre volumes écrit en 1716 par le lettré néo-confucianiste Arai Hakuseki. Traitant de l'histoire du Japon, il y remet en cause la véracité de l'âge des dieux, fondement du shinto, et donc du pouvoir de l'empereur du Japon.